# Бовенова болест
Бовенова болест (ББ) или карцином сквамозних ћелија ин ситу је веома рани облик рака коже чији је главни знак црвена, љускава мрља на кожи, које настају на сквамозним ћелијама, које се налазе у спољашњем слоју коже.
Љуспасте мрље на кожи обично веома споро расту и лако се лече. Међутим постоји мала шанса да се ББ може претворити у озбиљнији тип рака коже ако се правовремено и адекватно не лечи.
Најефикаснији метод за смањење ризика од Бовенове болести, као и других озбиљнијих врста рака коже, је ограничавање излагање сунцу.
Сама Бовенова болест обично није озбиљна. Има тенденцију да расте веома споро током месеци или година, а постоји неколико веома ефикасних третмана за то.
Међутим Бовенова болест се може на крају развити у другачији тип рака коже који се зове  карцином сквамозних ћелија  коже ако се остави недијагностикован или занемарен. Ова врста рак се често успешно лечи, али се може проширити дубље у тело и понекад је веома озбиљно стање. Процењује се да се то дешава код 1 од 20 до 1 од 30 људи са нелеченом Бовеновом болешћу.

## Етиологија
Бовенова болест чији је узрок  нејасанобично погађа људе у 60-им и 70-им годинама и уско је повезана са:
- дуготрајним излагањем сунцу или коришћењем лежаљки - посебно код људи са светлом кожом
- слабијим имуним системом – чешће код људи који узимају лекове за сузбијање имунолошког система након трансплантације органа, или код оних са  АИДС-ом
- претходно примењеној радиотерапији
- хуманим  папилома вирус (ХПВ)  – уобичајен вирус који често погађа гениталну област и може изазвати  гениталне брадавице

Бовенова болест се не јавља у породицама и није заразна.

## Клиничка слика
Бовенова болест се обично појављује као мрља или флека на кожи која има јасне ивице и не зараста. Неки пацијенти имају и имају више од 1 флеке на кожи.
Мрља на кожи може бити:
- љускав или кораста
- равна или подигнут
- до неколико центиметара у пречнику
- праћена сврабом (али не стално)
- црвена или ружичаста на белој кожи, док је то теже уочити на смеђој и црној кожи

Мрља се може појавити било где на кожи, али је посебно честа на изложеним подручјима као што су потколенице, врат и глава. Понекад се могу јавити у подручју препона, или код мушкараца, на пенису.
Ако мрља крвари, и почне да се претвара у отворену рану (чир) или развије квржицу, то може бити знак да се претворио у карцином  сквамозних ћелија коже.

## Дијагноза
Дијагноза је клиничка и заснива се на објективном прегледу и дерматоскопији . Ако постоји сумња у дијагнозу, ради се биопсија коже. 
На дерматоскопији, 90% случајева Бовенове болести има као главне карактеристике љускаву површину, присуство мономорфних "гломеруларних" или "замотаних" крвних судова (гломеруларни/смотани крвни судови) или тачкасте крвне судове (тачкасти крвни судови) распоређених у групама. Код пигментираних облика карактеристике нису баш специфичне и главне су присуство смеђих деструктурираних подручја повезаних са "гломеруларним" крвним судовима, тада могу бити смеђе или сиве крвне ћелије распоређене или не у радијалним линијама које се налазе на периферији лезије и не показују се ка центру. (за разлику од меланоцитних невуса или карцинома базалних ћелија).   

### Диференцијална дијагноза
Бовенова болест може опонашати следећа стања:
- Површински карцином базалних ћелија : обично има благо подигнуту бисерну ивицу, могу бити присутне телангиектазије
- Карцином сквамозних ћелија : очврсла база, бржи раст, понекад улцерација, диференцијална дијагноза може бити тешка у раним облицима
- Актиничну кератозу: главна хиперкератотичка компонента, има тенденцију да буде вишеструка
- Псоријазу: лезије врло често вишеструке, сврбе, реагују на кортикостероиде
- Нумуларни екцем: лезије понекад вишеструке, веће величине, мање се љускају, сврбе
- Бовеноидну папулозу: вишеструке, равне или брадавичасте, пигментиране папуле на гениталијама.

Слаб или неуспешан одговор на кортикостероиде може бити користан у диференцијалној дијагнози са неким инфламаторним дерматозама као што је псоријаза.

## Терапија
Постоји велики број опција лечења Бовенове болести,
- Криотерапија - течни азот се прска на захваћену кожу да би је замрзнуо. Поступак може бити болан и кожа може остати помало непријатна неколико дана. Захваћена кожа ће се прекрити и отпасти у року од неколико недеља.
- Имиквимод крема или крема за хемотерапију (као што је 5-флуороурацил) - наноси се на захваћену кожу редовно неколико недеља. То може довести до тога да ваша кожа постане црвена и упаљена пре него што постане боље.
- Киретажа и каутеризација – захваћено подручје коже се струже под  локалном анестезијом , при чему је кожа утрнута, а топлота или струја се користе за заустављање крварења, остављајући подручје да се прекрије и зацијели након неколико седмица.
- Фотодинамичка терапија  – крема осетљива на светлост се наноси на захваћену кожу и ласер се усмерава на кожу неколико сати касније да уништи абнормалне ћелије. Третман обично траје између 8 и 45 минута. Можда ће вам требати више од 1 сесије.
- Операција – абнормална кожа се исече под локалном анестезијом и након тога ће можда бити потребни шавови.

Ако промена веома споро расте или ако се сматра да ће нежељени ефекти терапија бити већи од користи,  дерматолог може само да саветује да се пажљиво прати стање коже.